# Heliconia kautzkiana
Heliconia kautzkiana är en enhjärtbladig växtart som beskrevs av Luiz Emygdio de Mello Filho och E.Santos. Heliconia kautzkiana ingår i släktet Heliconia och familjen Heliconiaceae. Inga underarter finns listade.